# Garfield (New Jersey)
Garfield è un comune degli Stati Uniti d'America, nella Contea di Bergen, nello Stato del New Jersey. 
Una piazza nel Comune di Bolognetta è intitolata a Garfield, in ricordo dei molti emigrati bolognettesi partiti alla volta degli Stati Uniti d'America.